# Teleogryllus
Teleogryllus är ett släkte av insekter. Teleogryllus ingår i familjen syrsor.

## Bildgalleri

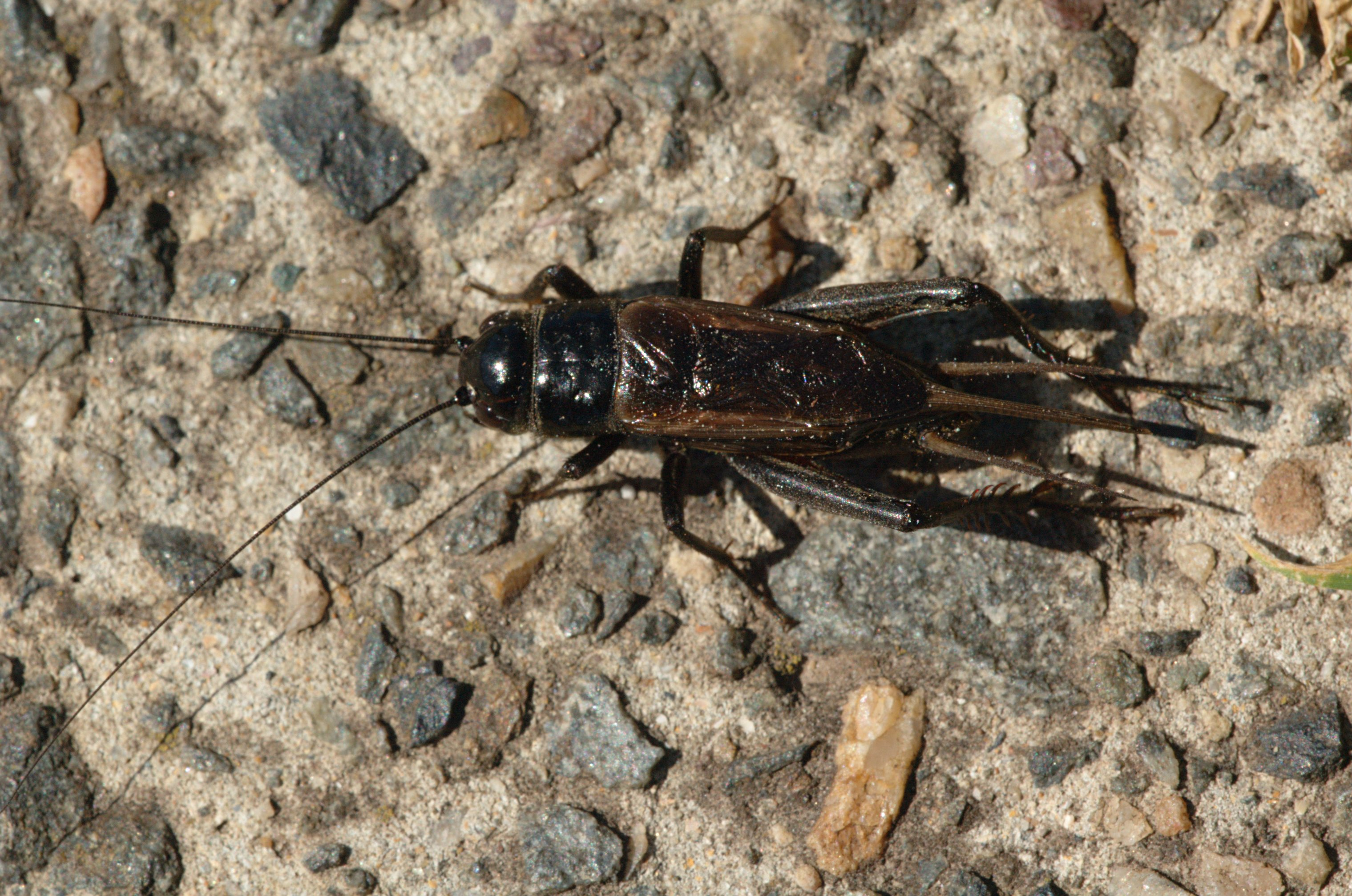
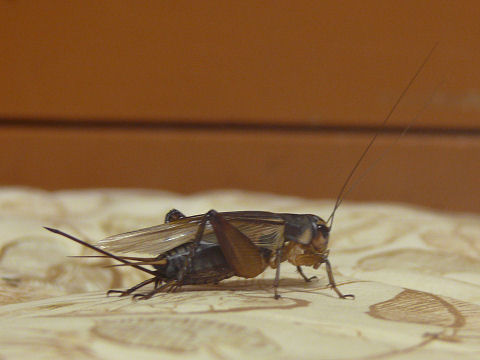
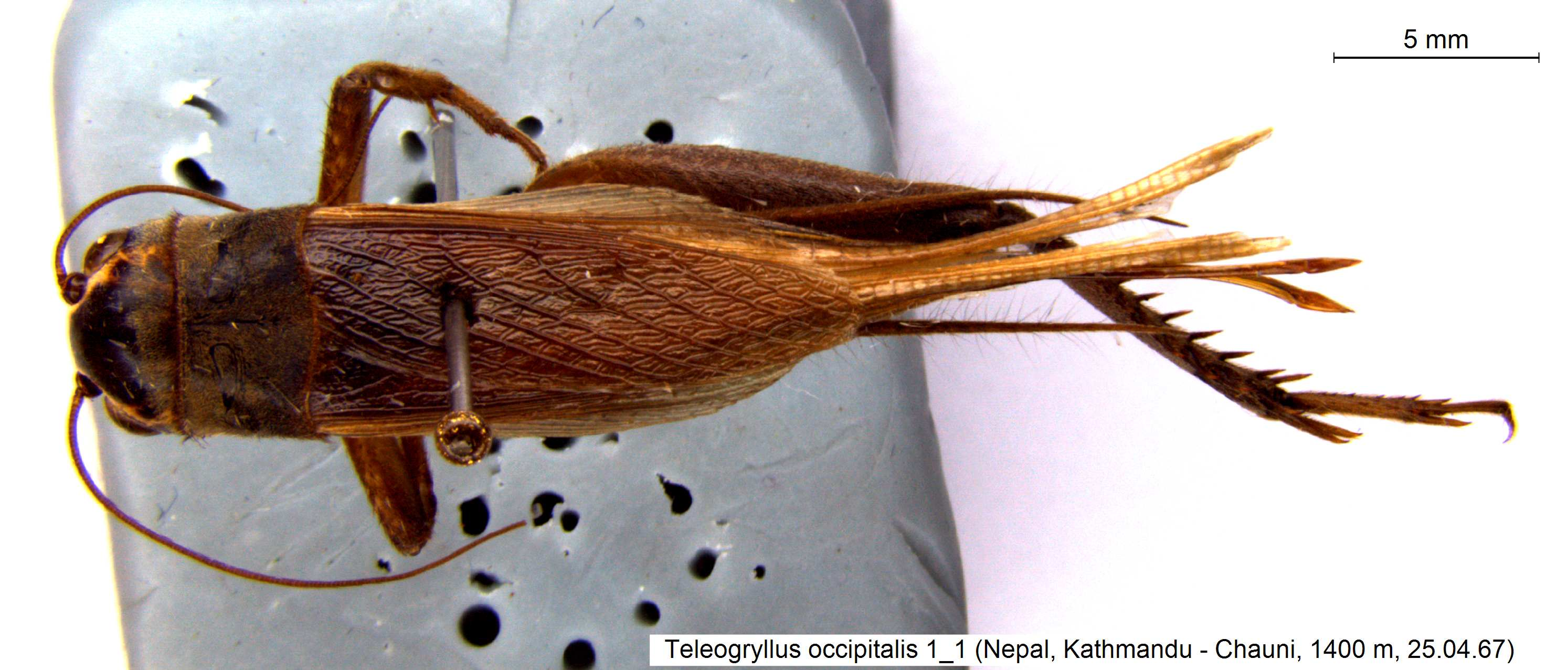
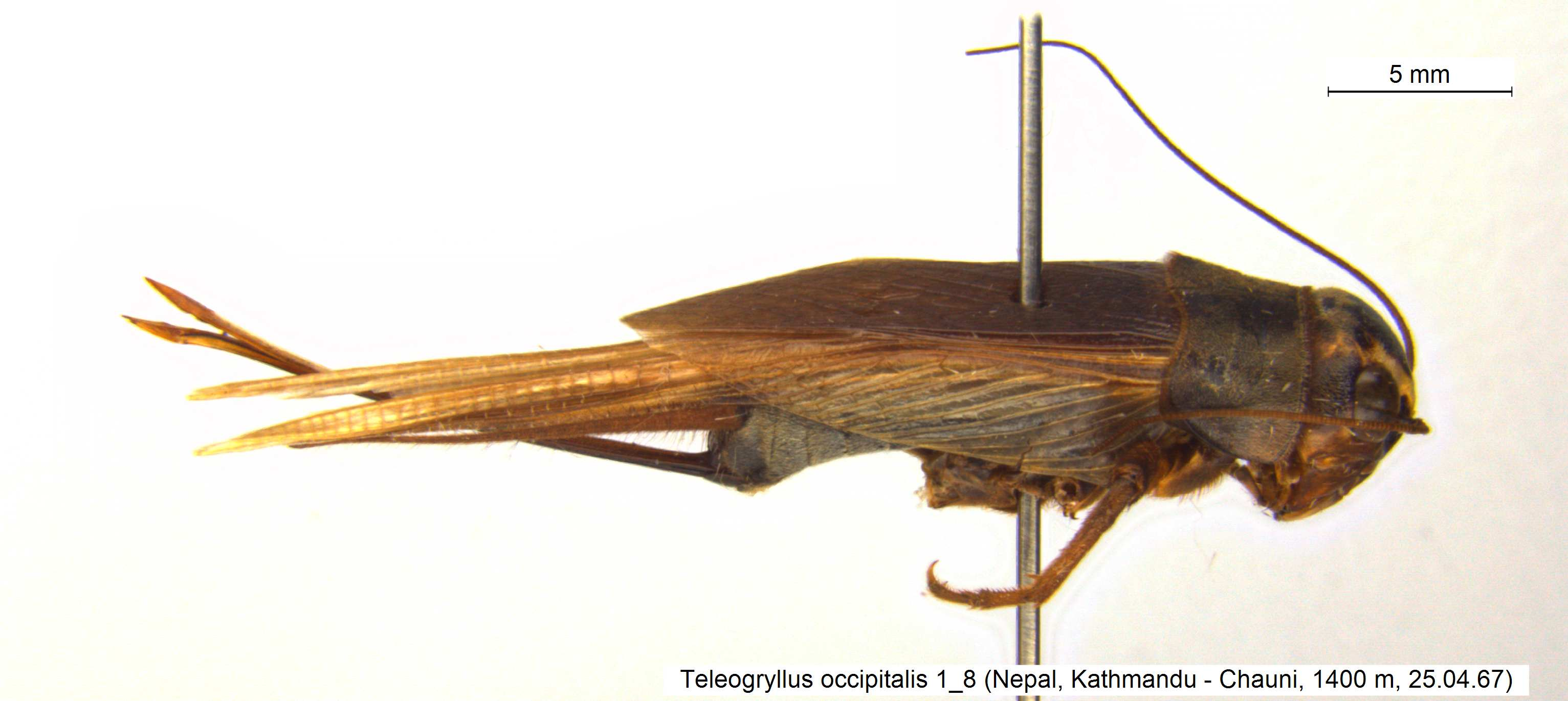

## Dottertaxa tillTeleogryllus, i alfabetisk ordning[1]
- Teleogryllus adustus
- Teleogryllus afer
- Teleogryllus africanus
- Teleogryllus angolensis
- Teleogryllus bicoloripes
- Teleogryllus boninensis
- Teleogryllus brachypterus
- Teleogryllus burri
- Teleogryllus clarus
- Teleogryllus commodus
- Teleogryllus derelictus
- Teleogryllus emma
- Teleogryllus fallaciosus
- Teleogryllus flavovittatus
- Teleogryllus fletcheri
- Teleogryllus gnu
- Teleogryllus gracilipes
- Teleogryllus gravelyi
- Teleogryllus griaulei
- Teleogryllus grumeti
- Teleogryllus himalayanus
- Teleogryllus infernalis
- Teleogryllus latifrons
- Teleogryllus lemur
- Teleogryllus leo
- Teleogryllus leucostomoides
- Teleogryllus leucostomus
- Teleogryllus longelytrum
- Teleogryllus longipennis
- Teleogryllus macrurus
- Teleogryllus marabu
- Teleogryllus marini
- Teleogryllus meru
- Teleogryllus mitratus
- Teleogryllus mosetse
- Teleogryllus natalensis
- Teleogryllus nigripennis
- Teleogryllus occipitalis
- Teleogryllus oceanicus
- Teleogryllus posticus
- Teleogryllus pulchriceps
- Teleogryllus siamensis
- Teleogryllus soror
- Teleogryllus triangulifer
- Teleogryllus trivialis
- Teleogryllus validus
- Teleogryllus wernerianus
- Teleogryllus wittei
- Teleogryllus xanthoneuroides
- Teleogryllus xanthoneurus
- Teleogryllus yezoemma
- Teleogryllus zululandicus